# Дунины-Жуковские
Дунины-Жуковские (Жуковские-Дунины, пол. Dunin-Żukowski) — дворянский род.
Фамилия Дуниных-Жуковских владела дворянскими имениями с 1666 года и внесена Подольским Дворянским Депутатским Собранием в шестую часть родословной книги.

## Описание герба
В червлёном поле серебряный лебедь.
На щите дворянский коронованный шлем. Нашлемник: серебряный лебедь. Намёт червлёный с серебром. Герб рода Дуниных-Жуковских внесён в Часть 11 Общего гербовника дворянских родов Всероссийской империи, стр. 40.